# José Ramón Carabante
José Ramón Carabante de la Plaza (ur. w 1952 roku w Maladze w Hiszpanii) – hiszpański biznesmen i udziałowiec w zespole HRT F1 Team w Formule 1.

## Życiorys
José Ramón Carabante urodził się w Hiszpanii w Maladze. Jest hiszpańskim biznesmenem. W 2010 roku od Adriána Camposa przejął hiszpański zespół startujący w Formule 1 od 2010 roku, Campos Grand Prix i zmienił jego nazwę na Hispania Racing F1 Team ze względu na swoją firmę – Grupo Hispania.